# 林肯·迪亞斯-巴拉特
林肯·迪亞斯-巴拉特（英語：Lincoln Díaz-Balart，1954年8月13日—2025年3月3日）是一位美國政治人物。巴拉特出生在古巴哈瓦那，並於1993年至2011年期間擔任佛羅里達州第21選舉區的美國眾議院共和黨議員。而巴拉特的弟弟馬里奧·迪亞斯-巴拉特也是一位政治家。